# Verschönerungsverein Heilbronn
Der Verschönerungsverein Heilbronn war ein 1863 gegründeter Verschönerungsverein in Heilbronn. Nach dem 1859 gegründeten Verschönerungsverein Blaubeuren und dem 1861 gegründeten Verschönerungsverein Stuttgart war es der dritte Verein dieser Art im Königreich Württemberg. Neben zahlreichen Wanderwegen und Schutzhütten geht auf den Verein insbesondere der Bau des Schweinsbergturms, die Renovierung des Turms auf dem Wartberg und die Wiederherstellung und Erweiterung der Köpferbrunnenanlage zurück. Nach 1900 widmete man sich vorwiegend der Pflege der bestehenden Anlagen sowie Blumenschmuckwettbewerben. Die Tätigkeit des Vereins endete während der Zeit des Nationalsozialismus.

## Geschichte

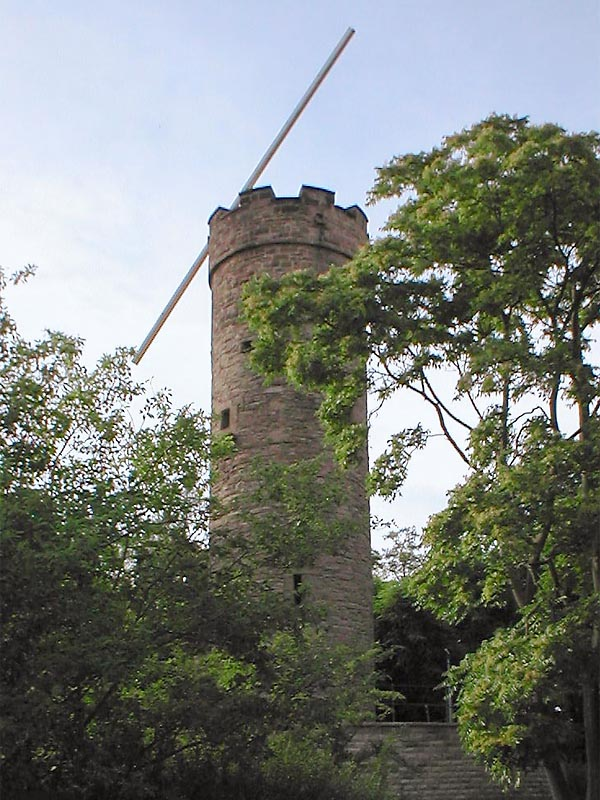
Der Wartbergturm wurde 1868 vom Verschönerungsverein renoviert und erhielt dabei seine Zinnen

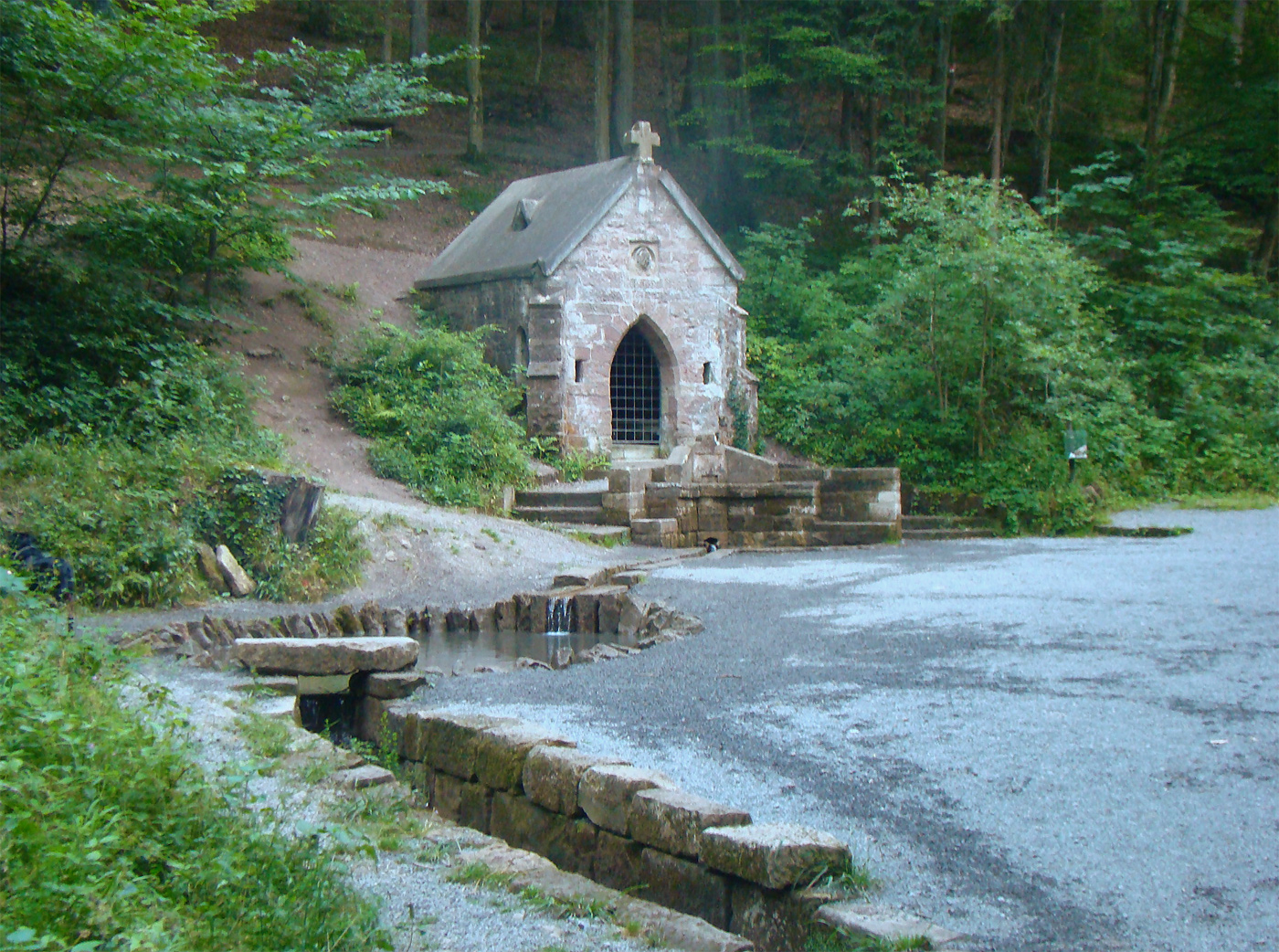
Die Köpferbrunnenanlage wurde vom Verein ab 1879 wiederhergestellt und um einen Pavillon und Brücken sowie den Köpfer-Uferweg ergänzt

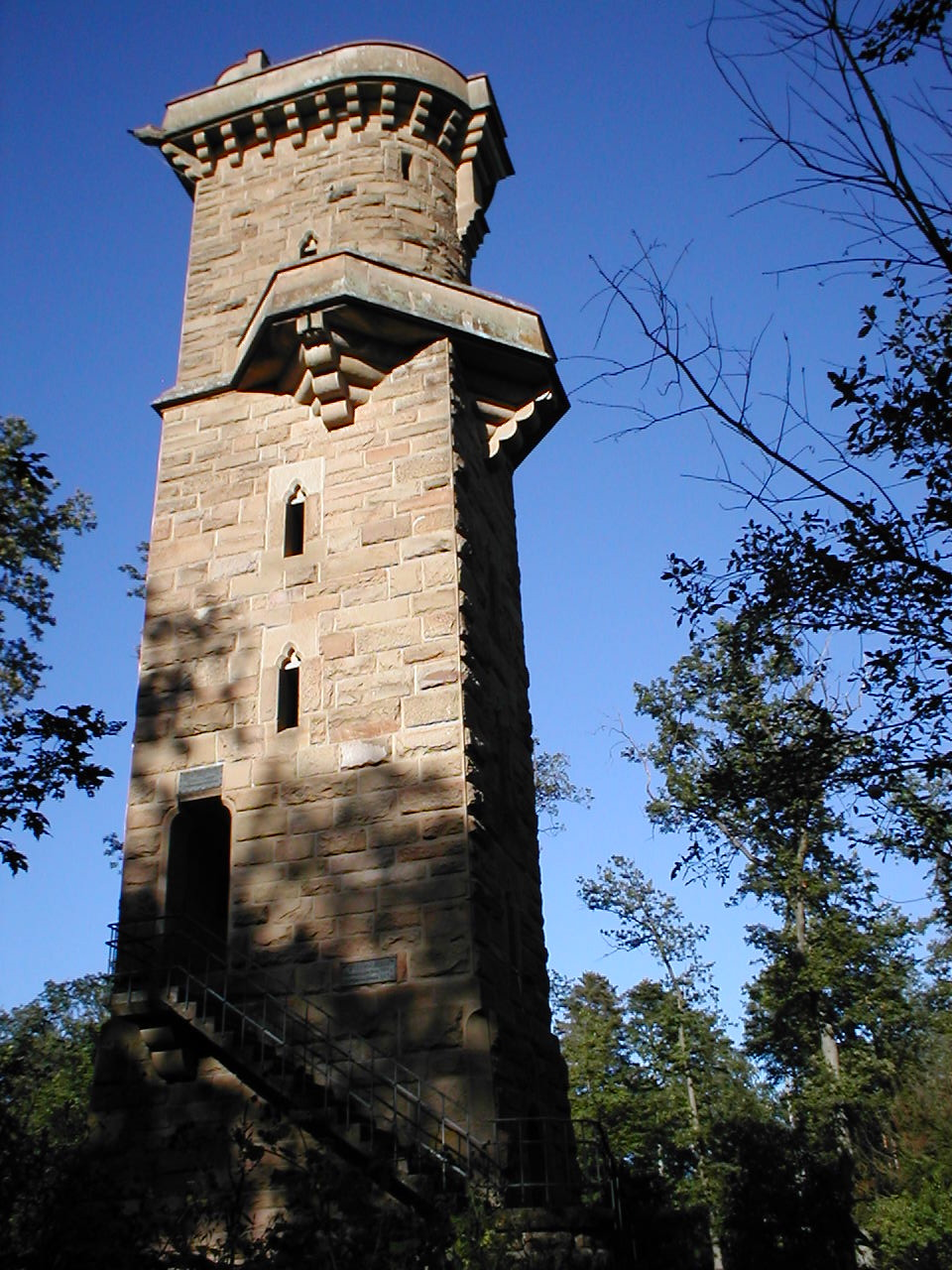
Der Schweinsbergturm wurde 1886 durch den Verschönerungsverein errichtet

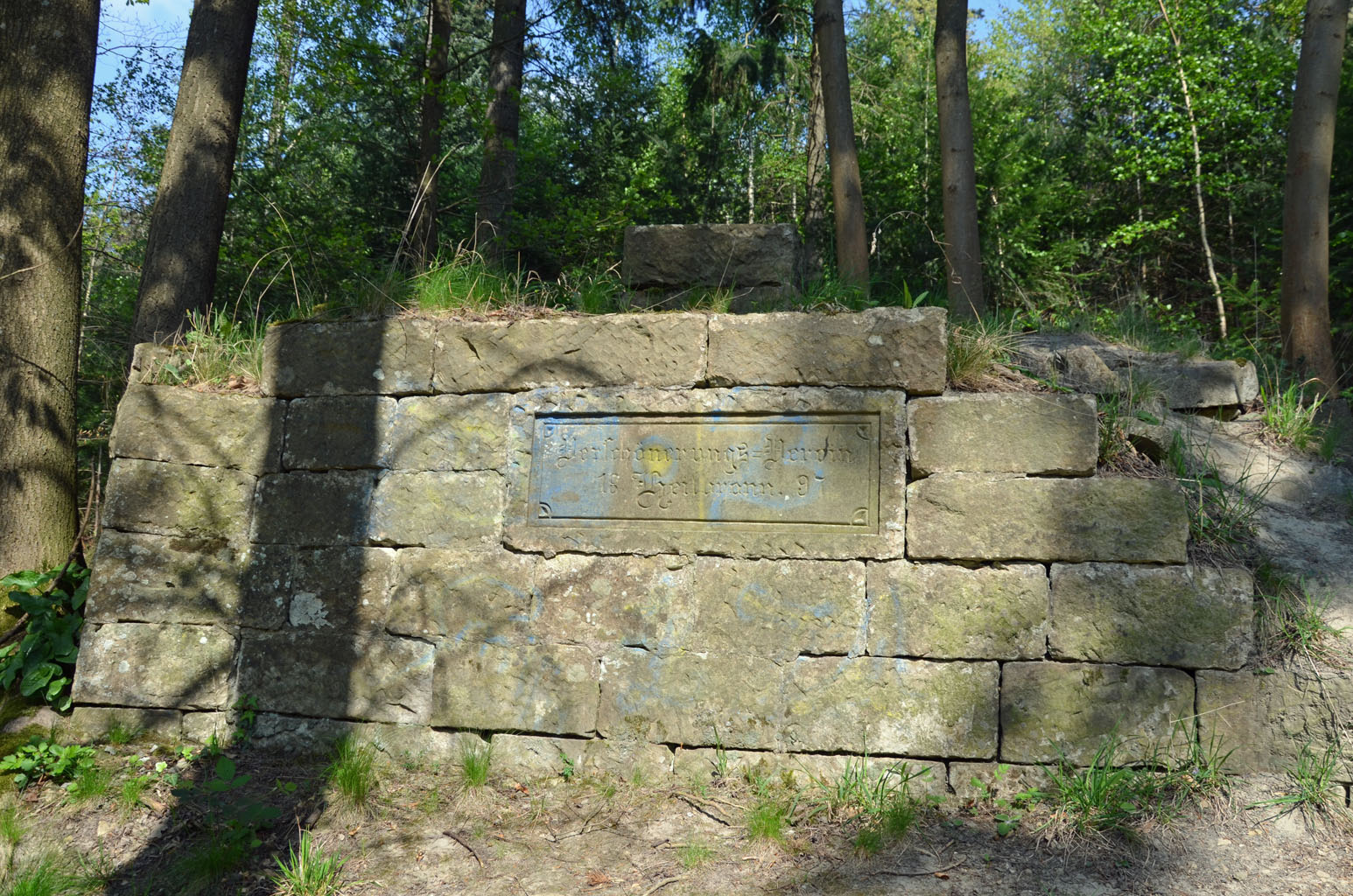
Steinsockel mit Inschrift des Verschönerungsvereins von 1897

Erste Impulse zur Verschönerung des durch die Industrialisierung sich nicht immer zum Guten verändernden Stadtbildes von Heilbronn gingen auf Bürger- und Vereinsebene von der am 24. März 1846 als Aktiengesellschaft gegründeten Stadtumgebungs-Verschönerungskommission aus, die sich um die chausseeartige Gestaltung der Allee, des aufgefüllten einstigen östlichen Stadtgrabens, bemühte und auch Kinderspielplätze anlegte. Die Kommission war etwa fünf Jahre tätig und kam dann zum Erliegen, ihr restliches Vermögen wurde 1860 der Stadtpflege übereignet.
Frühere Mitglieder der Verschönerungskommission gründeten dann im Lauf des Jahres 1863 den Verschönerungsverein. Am 8. Februar fand eine konstituierende Sitzung statt, am 10. Februar 1863 veröffentlichte der Verein seine vorläufigen Statuten in der Neckar-Zeitung. Anfangs gab es große Vorbehalte gegenüber der Vereinsgründung, insbesondere der Weingärtnerverein befürchtete Beeinträchtigungen der Landwirtschaft. Am 15. März 1863 schrieb der Verschönerungsverein mit inzwischen angeworbenen 228 zukünftigen Mitgliedern in seiner ersten Generalversammlung seine endgültigen Statuten fest und wählte seinen Ausschuss, dem u. a. auch Stadtschultheiß Christian August Klett und zahlreiche Kaufleute und Unternehmer angehörten. Mit dem Gärtner Krauß gehörte dem Ausschuss auch ein Heilbronner Wengerter an, der die landwirtschaftlichen Sachkenntnisse des Vereins repräsentieren und die Vorbehalte des Weingärtnervereins abwenden sollte. Erster Vorstand des Vereins wurde Kaufmann C. B. Bläß, der bereits zu den Gründern der Verschönerungskommission gezählt hatte.
Der Vereinszweck war die Verschönerung der Stadt Heilbronn und ihrer Umgebung durch die Anlage von Spazierwegen, Aussichtspunkten und Ruhebänken. Der Verein finanzierte sich durch Mitgliederbeiträge und Sondersammlungen. Da man dieselben Zwecke wie die einstige Verschönerungskommission verfolgte, beantragte man bei der Stadt Heilbronn die Auszahlung des restlichen Kommissionsvermögens in Höhe von 546 Gulden, der der Gemeinderat am 15. Mai 1863 zustimmte.
In den ersten Jahren des Vereinsbestehens reichten die finanziellen Mittel nur für sehr geringe Verschönerungsmaßnahmen wie das Anpflanzen neuer Büsche an der Allee oder das Anlegen eines Trottoirs an der heutigen Frankfurter Straße. Größere Projekte konnte man zunächst nur bei finanzkräftigeren Stellen anregen, so die Verbesserung der Wirtschaftsgebäude auf dem Wartberg beim Heilbronner Gemeinderat und die Erneuerung der Verblendung des Deutschhofs beim württembergischen Finanzministerium. Aus eigenen Mitteln und durch einen städtischen Zuschuss von 1500 Gulden konnte der inzwischen von C. Linsenmeyer geleitete Verein 1868 den Wartbergturm renovieren, der dabei erhöht wurde und anstelle eines alten Ziegeldaches eine Zinnenbekrönung erhielt. 1870 erkannte die Stadt den Verein als gemeinnützig an und bewilligte eine jährliche Zuwendung von 300 Gulden (ab 1876 waren es jährlich 1000 Mark, später 1400 Mark).
1872 plante der Verein die Errichtung eines Kurhotels beim Jägerhaus, dessen Bau 27.000 Gulden hätte kosten sollen. Jedoch scheiterten die Pläne an den hohen Kosten, so dass man beim Jägerhaus lediglich die bestehenden Anlagen pflegte und einige neue Bänke aufstellte. Im selben Jahr plante man auch den Bau eines Aussichtsturms auf dem Schweinsberg, konnte aus Kostengründen allerdings vorerst nur ein provisorisches, 20 Meter hohes pyramidenförmiges Holzgerüst errichten. Ab 1879 stellte der Verschönerungsverein die halb verfallene Köpferbrunnenanlage im Heilbronner Stadtwald wieder her und erweiterte sie später noch um einen steinernen Pavillon, zwei Brücken und Ruhebänke. Besonders zeitintensiv gestaltete sich die Anlage des Köpfer-Uferwegs vom Köpferbrunnen zum Trappensee, der ein wichtiges Bindeglied im Wegenetz zwischen den Ausflugszielen im Stadtwald war, wofür jedoch erst über Jahre die zum Bau des Wegs nötigen Grundstücke im Köpfertal erworben werden mussten. Die Holzkonstruktion auf dem Schweinsberg war unterdessen baufällig geworden und wurde 1883 abgerissen, worauf man Pläne zum Bau eines steinernen Aussichtsturms an jener Stelle schmiedete und einen Architektenwettbewerb ausschrieb. Das 1886 abgeschlossene Turmbauprojekt war in der Bevölkerung sehr populär, so dass zahlreiche Spenden eingingen und der Verein mit 681 Mitgliedern im Jahr nach dem Bau des Schweinsbergturms seinen Mitgliederhöchststand erreichte.
Unter den 681 Mitgliedern des Jahres 1887 hatten Kaufleute mit 274 Personen den größten Anteil, gefolgt von 111 Beamten, 64 alleinstehenden Damen und 59 Handwerkern. Mit 25 Ärzten und Apothekern sowie sieben Buch- und Musikalienhändlern gehörten dem Verein alle damaligen Angehörigen dieser Berufsgruppen in Heilbronn an.
Nach dem Bau des Schweinsbergturms 1886 verfolgte der Verschönerungsverein keine größeren Baupläne mehr, sondern verwirklichte zahlreiche kleinere Projekte. Man errichtete ein Dutzend Schutzhütten im Stadtwald, legte zahlreiche Wanderwege an, pflanzte Bäume im Stadtgebiet, legte Kinderspielplätze an, stellte Wegweiser auf und setzte sich für einen Eisenbahnhaltepunkt am Karlstor ein. Zunehmend war man mit der Pflege der bestehenden Anlagen beschäftigt. 1903 schrieb man erstmals einen Blumenschmuckwettbewerb aus, der in der Folgezeit sehr populär wurde. Als Vorstand von 1881 bis 1901 fungierte Oberförster Lempp, ihm folgte 1901 Tiefbauinspektor Hoffmann, diesem 1902/03 Stadtbaurat Keppler. Im Ausschuss saßen jeweils zahlreiche Honoratioren der Stadt, darunter Oberbürgermeister Paul Hegelmaier.
1892 wurde auf Anregung des Polizeiamtmanns und Ausschussmitglieds des Verschönerungsvereins Kopp der Verein zur Hebung des Fremdenverkehrs gegründet, der teilweise dieselben Ziele wie der Verschönerungsverein verfolgte und bei manchen Projekten mit diesem zusammenarbeitete. Aus ihm ging später der Verkehrsverein hervor. Die Arbeit des Verschönerungsvereins kam infolge der Gleichschaltung der Vereine und der Verstaatlichung der Fremdenverkehrsförderung während der NS-Zeit ab 1933 allmählich zum Erliegen. Oberbürgermeister Heinrich Gültig machte sich 1935 zum Vorsitzenden des Verkehrsvereins und richtete ein städtisches Verkehrsamt ein. Städtische Fördermittel gingen künftig überwiegend an Verkehrsamt und Verkehrsverein, aber nicht mehr an den Verschönerungsverein.
Nach dem Luftangriff auf Heilbronn am 4. Dezember 1944 war der Vereinszweck in der zerstörten Stadt obsolet. Während des Wiederaufbaus wurde 1950 nur der Verkehrsverein neu gegründet, dem anlässlich des 100-jährigen Jubiläums des Schweinsbergturms 1986 das bis dahin verwaltete Restvermögen des Verschönerungsvereins übereignet wurde.